# Clásica de Almería féminine
La Clásica de Almería féminine est une course cycliste féminine espagnole. Créée en 2023, elle fait partie du calendrier en catégorie 1.1. Elle se tient le même jour que la course masculine.

## Palmarès
| Année | Vainqueur       | Deuxième        | Troisième           |
| ----- | --------------- | --------------- | ------------------- |
| 2023  | Emilie Fortin   | Alison Jackson  | Floortje Mackaij    |
| 2024  | Lauren Stephens | Julia Biryukova | Linda Zanetti       |
| 2025  | Ally Wollaston  | Linda Zanetti   | Dominika Włodarczyk |